# Jakob Lorenz
Jakob Lorenz (sinh ngày 11 tháng 9 năm 2001) là một cầu thủ bóng đá Liechtenstein hiện đang thi đấu ở vị trí tiền vệ cho câu lạc bộ Vaduz và Đội tuyển bóng đá quốc gia Liechtenstein.

## Sự nghiệp thi đấu quốc tế
Anh ra mắt quốc tế cho Liechtenstein trong một trận đấu thuộc khuôn khổ UEFA Nations League gặp Moldova vào ngày 25 tháng 9 năm 2022. Lorenz cũng đã từng thi đấu 6 trận cho U-21 Liechtenstein.